# Козырка
Козырка (укр. Козирка) — село в Очаковском районе Николаевской области Украины.
Основано в 1800 году. Население по переписи 2022 года составляло 1183 человек. Почтовый индекс — 57525. Телефонный код — 5154. Занимает площадь 1,26 км².

## Местный совет
57525, Николаевская обл., Очаковский р-н, с. Козырка, ул. Очаковская